# Kasagi (Kyoto)
Kasagi (笠置町, Kasagi-chō) est un bourg du district de Sōraku, dans la préfecture de Kyoto, au Japon.

## Géographie

### Démographie
Au 1er décembre 2014, la population de Kasagi s'élevait à 1 536 habitants répartis sur une superficie de 23,57 km2.

## Histoire
Le bourg de Kasagi a été fondé en 1889 en regroupant les quatre villages de Kasagi, Kiriyama, Ariichi et Asukaji.